# Кхун Са
Кхун Са, также Кун Са, Хун Са (17 февраля 1933, Мёнгуэ, Шан, Британская Индия — 26 октября 2007, Янгон, Мьянма) — лидер бирманской оппозиции, командир Объединённой армии Шан, которого также называют опиумным королём за организацию опиумного производства и торговли в Золотом Треугольнике.

## Биография

### Армия
Отец Кхуна Са — китаец, поэтому при рождении он получил имя Чжан Цифу. Впоследствии его мать — шанка по национальности — вышла замуж за шанского князя, и мальчик принял имя Кхун Са, означающее «процветающий». В молодости он служил в армии Гоминьдана, но покинул её и образовал собственную армию из нескольких сотен человек. В 1963 году он преобразовал свой отряд в Ка Кве Йе, народную милицию, лояльную бирманскому правительству. Организация Ка Кве Йе получила от правительства деньги, оружие и униформу, чтобы воевать против мятежников в Шан.
Когда армия выросла до 800 человек, он прекратил кооперацию с правительством Бирмы и взял под контроль большую территорию в области Шан и в области Ва, на которых значительно расширил производство опиума. В 1967 он участвовал в стычках с остатками армии Гоминьдана (см. Опиумная война 1967), но потерпел поражение и был деморализован. В 1969 он был взят в плен правительством. В 1973 он был освобождён, когда его заместитель взял в плен двух врачей, и потребовал освобождения Кхун Сы в обмен на заложников. В 1976 он вернулся в индустрию опиумной контрабанды, обосновавшись на севере Таиланда в городе Бан Хинтэк. Он переименовал свою группу в Объединённую армию Шан, и вступил в борьбу за автономию Шан против правительства Бирмы.

### Наркоторговля
В 1985 Кхун Са году смог объединиться с Революционным советом Таи. Этот Альянс полностью контролировал границу между Мьянма и Таиландом от города Мэхонгсон до Мэсай, и стал самой мощной силой в опиумной торговле в Золотом Треугольнике. Кун Са провозглашал также независимость государства Шан, мотивируя это тем, что Шан был поздно присоединён к Бирме. В конце восьмидесятых годов регулярная армия Таиланда осуществила массированное наступление, и очистила Золотой Треугольник и границы Таиланда от партизан и опиумных полей, выдвинув план перепрофилирования крестьян Таиланда, занимавшихся выращиванием опиума. Кхун Са со своей армией MTA имел также стычки с регулярными силами Таиланда.
В 1989 Кхун Са пытался поставить в США тысячу тонн героина, предложив правительству США выкупить его, чтобы героин не попал на международные рынки наркотиков.

## Последние годы жизни
Кхун Са сдался бирманским властям в январе 1996, потому что не хотел держать ответ перед американскими властями за международную торговлю наркотиками. Хотя правительство США обещало три миллиона долларов за его выдачу, бирманские власти отказались, и он поселился под условным арестом в окрестности Рангуна, где остаток жизни прожил в комфортных условиях и умер в 2007 году.